# Isotima pusilla
Isotima pusilla là một loài tò vò trong họ Ichneumonidae.